# Gladiator (film 1986)
Gladiator – amerykański dramat sensacyjny sieci telewizyjnej ABC z 1986 roku w reżyserii Abla Ferrary.

## Główne role
- Ken Wahl jako Rick Benton
- Nancy Allen jako Susan Neville
- Robert Culp jako Frank Mason
- Thom Bierdz jako uliczny chuligan

## Opis fabuły
Samotny mściciel Rick Benton ściga po ulicach Los Angeles kierowcę, sprawcę śmierci swojego brata Jeffa.